# Most Affected People and Areas
Most Affected People and Areas (Nederlands: Meest getroffen mensen en gebieden), afgekort als MAPA is een term die groepen en gebieden vertegenwoordigt die onevenredig zwaar worden getroffen door de klimaatverandering, zoals vrouwen, inheemse gemeenschappen, etnische minderheden, LGBTQ+-leden, jonge, oudere en armere mensen en het globale zuiden (Global South).
De term en het concept zijn onderling verbonden met intersectionaliteit. Deze gemeenschappen worden het zwaarst getroffen door koolstofemissies en klimaatverandering. Vooral met de opkomst van basisbewegingen die klimaatrechtvaardigheid tot doel hebben, zoals Fridays for Future, Ende Gelände of Extinction Rebellion, werd de verbinding van deze groepen in de context van klimaatrechtvaardigheid belangrijker. De term heeft meestal de voorkeur van klimaatactivisten boven oudere termen zoals het globale zuiden.